# Zimbabwe United Passenger Company
Zimbabwe United Passenger Company (ZUPCO) (en español: Compañía de Pasajeros Unidos de Zimbabue) es una empresa estatal de Zimbabue, la cual opera las rutas de buses urbanos e interurbanos. Fue creada tras la independencia del país para proveer la participación estatal en el sector del transporte público y para 1993 operaba 1.200 buses en 426 rutas. Sin embargo, las operaciones de ZUPCO declinaron luego de la desregulación del sector de transporte urbano.
El expresidente de ZUPCO, Charles Nherera, fue arrestado por corrupción en relación con la adquisición de buses en 2006.